# Schloss Weißenstein (Matrei in Osttirol)
Schloss Weißenstein ist eine Burg in der Gemeinde Matrei in Osttirol. Die ins 12. Jahrhundert zurückgehende Burg verdankt ihr heutiges Aussehen historistischen Umbauten im 19. Jahrhundert.

## Lage
Die Burg liegt nördlich von Matrei auf einer Rückfallkuppe am östlichen Hang des Tauerntals und beherrscht den Matreier Talkessel.

## Geschichte

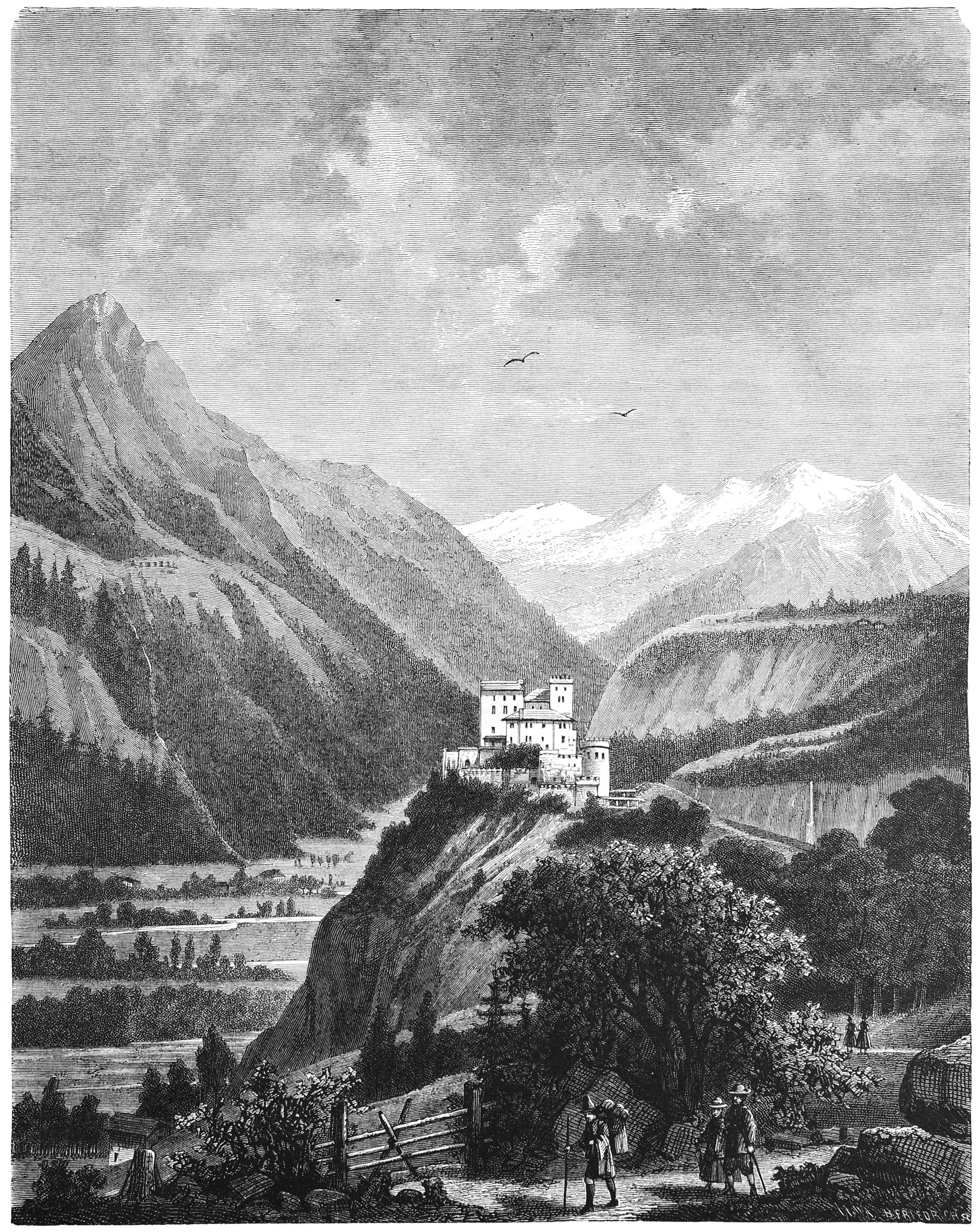
Schloss Weißenstein um 1877

Die Burg Matrei, seit dem 14. Jahrhundert Weißenstein genannt, wurde 1160 erstmals urkundlich erwähnt. Zusammen mit der Kienburg südlich von Matrei und der Burg Lengberg bei Nikolsdorf war sie im Besitz der Grafen von Lechsgemünd. Graf Heinrich, der letzte Vertreter des Geschlechts, verkaufte seine Besitzungen im heutigen Osttirol 1207 an den Erzbischof von Salzburg, womit die Gerichte Windisch-Matrei und Lengberg zum Fürsterzbistum Salzburg kamen, wozu sie bis zur Säkularisation 1803 gehörten. Der Verkauf geschah gegen den Willen seiner Gemahlin Wilburgis, der Schwester des Patriarchen von Aquileia, die den Besitz in die Ehe eingebracht hatte, was bis 1293 zu einer Reihe von Prozessen führte. 
Weißenstein wurde nun zum Sitz salzburgischer Richter und Pfleger im Pfleggericht Windisch-Matrei. Um 1470 ließ Leonhard von Keutschach die Burg ausbauen und die Befestigungen verstärken. Im 18. Jahrhundert verlegten Pfleger und Richter ihren Amtssitz nach Matrei hinunter, in der Folge verfiel die Burg. Nach der Säkularisation 1803 wurde sie teilweise von der Gemeinde Matrei als Armenhaus genutzt. 1864 kaufte sie der Wiener Architekt Franz Poduschka und ließ Gebäude und Türme in Anlehnung an die Architektur englischer Schlösser des Historismus erneuern. Baron Adalbert von Mengershausen ließ das Schloss nochmals im Sinne einer „romantischen Burg“ nach rheinländischen Vorbildern umbauen und die Gartenanlagen neu gestalten. Die Innenausstattung wurde unter Mitwirkung von Virgil Rainer neu gestaltet. Für einige Jahre diente Weißenstein als Nobelhotel, bis es 1921 von Carl und Else von Thieme erworben wurde. Im August 2020 erwarb die Felberntauern Straßen AG das Schloss und den gesamten Grundbesitz von den Nachkommen der Familie von Thieme.

## Beschreibung
Die ursprüngliche Wehranlage umfasste einen bergfriedartigen Turm und eine polygonal gebrochene Ringmauer mit Kapelle, Palas und Küchentrakt. Der Burggrafenturm stand etwas tiefer vor der Burg und wurde noch im Hochmittelalter in den Burgbereich einbezogen und um 1400 durch eine Schildmauer mit der Hauptburg verbunden. Der innere Torzwinger stammt ebenfalls aus dem Mittelalter, das äußere Burgtor sowie der Nordostzwinger mit zwei nach innen offenen Eckrondellen wurden Anfang des 16. Jahrhunderts hinzugefügt.
Im südlichen Turm befand sich im Erdgeschoß die Laurentiuskapelle, deren wertvolles Inventar 1640 von Einbrechern gestohlen wurde. An der Außenwand finden sich Reste von Fresken von Simon von Taisten.